# Rosa... de lejos
Rosa... de lejos es una telenovela y teleteatro argentino de 1980, protagonizada por Leonor Benedetto, Juan Carlos Dual y Pablo Alarcón. Contó con la participación estelar de Betiana Blum, Rodolfo Machado, Gabriela Toscano y Gustavo Luppi, antagonizada por Cristina Tejedor, y los primeros actores Alfredo Iglesias, Hilda Bernard y Chela Ruiz. Es considerada una de las primeras telenovelas grabadas y transmitidas completamente en color en el país y una de las telenovelas más exitosas y recordadas de la Televisión de Argentina teniendo un promedio de más de 60 puntos de rating durante toda su emisión.
Comenzó a ser emitida originalmente en enero de 1980 de lunes a viernes al mediodía por ATC. Logró muy altos índices de audiencia y batió un récord entre las ficciones del género, llegando incluso a superar ampliamente a su competencia, uno de los programas de interés general más populares y exitosos de la Televisión argentina, Almorzando con Mirtha Legrand.
Basada en el libro original de Celia Alcántara bajo la producción y dirección de María Herminia Avellaneda, Rosa... de lejos en realidad, es una versión de Simplemente María, otra telenovela argentina filmada en blanco y negro, emitida en 1967 y protagonizada por Irma Roy y Alberto Argibay. La misma historia fue adaptada para contarse esta vez en color, siendo una de las primeras telenovelas argentina grabadas de ese modo, si bien entre enero de 1980 y el 30 de abril de ese año se tuvo que transmitir en blanco y negro, ya que recién a partir del 1° de mayo de 1980 Argentina comenzó las trasmisiones regulares de TV en colores.  Los equipos color utilizados se habían comprado dos años antes para el Campeonato Mundial de Fútbol Argentina 1978 y estaban a la vanguardia tecnológica para la época. 
La historia de Rosa... de lejos o Simplemente María ha logrado un impresionante éxito en muchos países, llegando a grabarse en total cinco versiones para televisión y dos filmaciones cinematográficas. Una de ellas, fue realizada en 1980 con el mismo elenco de la versión televisiva, también titulada “Rosa de Lejos”. Los actores, después de la finalización de la telenovela, volvieron a filmar la adaptación para cine logrando la misma repercusión que en TV e incluso logrando su estreno en varios países en donde la telenovela no fue emitida.
La historia de Rosa Ramos, el personaje principal, se ha convertido en un ícono de la Televisión argentina y es frecuentemente recordada aún hoy. En los últimos años fue reemitida en diversas oportunidades por el canal de cable argentino Volver.

## Argumento
Rosa... de lejos cuenta la historia de Rosa María Ramos, una muchacha del interior (de la Provincia de Catamarca) que llega a la Ciudad de Buenos Aires a buscar trabajo para ayudar económicamente a su padre y a sus ocho hermanos sin saber siquiera dónde parar. Al conseguir su primer empleo como doméstica, conoce a Teresa, que será luego su mejor amiga, quien le consigue un cuarto para vivir en un conventillo del barrio de La Boca, donde viven muchas familias trabajadoras del puerto. Entre otros, allí Rosa conoce al Maestro Esteban Pasciarotti, que se enamora de ella al instante aunque intenta ocultar sus sentimientos y le ofrece junto a su familia una amistad incondicional. También en ese tiempo Rosa en una plaza conoce a Roberto Caride, un joven estudiante de Medicina, de buena posición económica, con quien comienza una relación sentimental.
Rosa, muy ingenua e ignorante de las malas costumbres de la ciudad, fue víctima de las falsas promesas del muchacho porteño quien la abandonó luego de enterarse de que esperaba un hijo suyo. A partir de ese momento Rosa, sorprendida de esta manera en que la ciudad la recibió, decide tener su hijo y progresar en su vida para demostrarle al mundo que ella podría aprender y lograr ser una persona muy importante a quien la respeten de verdad. Para eso, y con la ayuda del maestro, Rosa poco a poco aprendió a escribir, a hablar correctamente y todas las herramientas que a través de su trabajo de modista le permitió llegar luego de varios años a convertirse en la diseñadora más prestigiosa a nivel nacional e internacional, de un brillo y glamour espectacular, rodeada de las personalidades más emblemáticas e importantes.
La saga abarca aproximadamente 30 años, a lo largo de la cual su hijo "Tony" (Antonio) crece y ya adulto se enfrenta con su padre a quien le repudia el por qué abandonó a su madre en lugar de comportarse como un hombre y un padre de bien. Entre el amor, la compasión, el perdón y el rencor, esta historia atraviesa todos los sentimientos que caracteriza la naturaleza humana, en el ámbito familiar y frente a las diversas circunstancias de la vida. En la mitad de la historia, Rosa finalmente se casa con Esteban, con lo cual renace un amor muy fuerte entre ambos y que también los lleva a un aprendizaje permanente tanto a ella como a él.
«La historia muestra cómo una de tantas campesinas que muy joven se lanzó a la gran aventura, viajando en tren con lo puesto, sin instrucción, sin dinero, feminista intuitiva y heroína por necesidad, creyó en el amor y despertó con un hijo en los brazos para enfrentar la cobardía del hombre que le mintió. No es cierto que a una mujer sola, sin el respaldo de una familia importante o de un hombre rico, le sea imposible destacarse. Las que quieren, pueden. 'Rosa... de lejos' es la vida de una gran mujer...» Así definió Celia Alcántara, la propia autora, la historia de esta inolvidable telenovela que marcó una época de la televisión argentina.

## Elenco

### Protagonistas
- Leonor Benedetto como Rosa Ramos
- Juan Carlos Dual como Esteban Pasciarotti
- Pablo Alarcón como Roberto Caride
- Chela Ruiz como Doña Pierina
- Betiana Blum como Teresa
- Rodolfo Machado como Dr. Carlos Saavedra
- Cristina Tejedor como Inés Caride de Saavedra
- Alfredo Iglesias como Nicolás Caride
- Hilda Bernard como Alejandra
- Gustavo Luppi como Antonio Ramos (Tony)
- Gabriela Toscano como Inés "Ita" Saavedra
- María Ibarreta como Angélica

### Participación estelar
- Nélida Romero como Gabriela de Martínez
- Pablo Codevila como Serafin Pasciarotti
- Susana Monetti como Mirta
- Rudy Carrié como Marcos
- Diego Varzi como Henry Guevara Ocampo
- Rodolfo Ranni como Fernando Alvear
- Lydia Lamaison como Mercedes viuda de Alvear
- Jorge Mayor como Juan Ramos
- Perla Santalla como Dra. Bernachi
- Enrique Liporace como George
- Alejandra da Passano como Arminda Ramos
- Elena Tasisto como Soledad Rivera

### Elenco de reparto
- Héctor Da Rosa como Ramón Ramos
- Humberto Serrano como Federico Molinari
- Norma Angeleri como Mafalda Pasciarotti
- Cecilia Maresca como Delia
- Mónica Escudero como Susana Salvat
- Aimara Bianquet como Bambina
- Susana Lanteri como Araceli
- Horacio Peña como Genaro Pasciarotti
- Roberto Pieri como Don Cristóbal
- Arturo Maly como José
- Salo Pasik como Claudio
- Alejandra Colunga como Martina
- Isabel Spagnuolo como Carmen
- Mario Rolla como Carlos Inchauspe
- Daniel Falduti como Carlos "Carlitos" Inchauspe
- Virginia Ameztoy como Elena Ramos de Inchauspe
- Mercedes Morán como Paola
- Ana María Casó como Sara
- Mónica Vehil como Laura
- Graciela Martineli como Eloisa
- Arturo Adyatian como Dr. Hidalgo
- Carlos Olivieri como Tomás Ramos
- Silvia Lobo como Margarita Ramos
- Marta Gam como Tía Juliana
- Juan Carlos Puppo como Garate
- Carlos Trigo como Inspector Acuña
- María Comesaña como Blanca
- Martha Machado como Patricia
- Margarita Gralia como Marcela Peña
- Rubí Monserrat como Hilda
- Mario Savino como Pedro
- Cristina Allende como Caterina
- Meme Vigo como Dr. Soto
- Juan Carlos Gianuzzi como Benito
- María Ines Maderal como Doña Raquel
- Pachi Armas como Roque
- Natacha Nohani como Dora
- Ilda Arce como Debora
- Marcela Ruiz como Malena

## Ficha técnica
- Historia original - Celia Alcántara
- Escenografía - Jorge Bering
- Iluminación - Mario Contreras/Carlos Lucero
- Cámaras - Hernan Abrahamshon/Edgardo Gorchs
- Sonido - Beron de Astrada
- Musicalización - Carlos Laino
- Asesora de vestuario - Blanca Pinot
- Asistente de producción - Jorge Gerardi
- Director adjunto - Tanya Barberi
- Productora - María Herminia Avellaneda
- Director - María Herminia Avellaneda/Juan Manuel Fontanals

## Producción
Durante seis días a la semana, los actores debían trabajar desde la mañana hasta la noche y estudiar la letra para el día siguiente. La novela estuvo en el aire por unos cuantos meses, ese año fue un éxito pero no se editó en una temporada más. Por el contrario, quisieron no estirar lo que fue un logro consagrado dentro de la pantalla chica en la Argentina.
Leonor Benedetto se encontró entre sus manos con una propuesta para prestar sus dotes artísticos en el rol protagónico del personaje Rosa, una mujer muy especial que comenzará a tener vida a partir del guion escrito, producido y dirigido por María Herminia Avellaneda.
Respecto del trabajo junto a la directora, Benedetto distinguió en una entrevista a un medio gráfico de alcance nacional: “Rosa de lejos era una especie de enajenación donde el tiempo se convertía en algo parecido a la película Tiempos modernos, de Charles Chaplin. Ni siquiera podía cuestionar nada: me levantaba, me vestía, me maquillaba, grababa con el furioso rigor de María Herminia, que siempre agradecí, y mucho más a medida que pasó el tiempo y todo se volvió más laxo y los actores cambian la letra o no se la acuerdan y todo da igual. El arte es disciplina y rigor”.
La rigurosidad de Avellaneda, el modo de trabajar de aquellos años y la necesidad de contar una historia de superación, hicieron que el éxito llegara rápidamente. Y que el recuerdo de esa tira atravesara también varias décadas. "El último año hice una gira con mi unipersonal, Atentamente, y la gente me esperaba a la salida y me hablaba de Rosa. ¡Han pasado 40 años! Los teatros se llenaban, la gente se emocionaba con la obra y aplaudía, pero cuando me esperaban a la salida y me abrazaban, me hablaban de Rosa. En un momento hasta me dio bronca porque estaba rompiéndome la cabeza y el corazón, y para ellos seguía siendo Rosa", asegura Benedetto.

## Comentarios
"La novela paraba el país. Duró un año pero fue como un siglo porque nos internábamos para grabar. Llevaba hasta ropa para hacer ejercicio y, en los ratos en que no tenía escenas, me cambiaba e iba a correr por el parque de ATC", cuenta Betiana Blum a La Nación. "Mi hijo Sebastián era chiquito y de vez en cuando lo llevaba a las grabaciones, porque eso era como un claustro. En ese momento, ATC era una belleza. El bar era enorme y daba a un lago que después se secó. Yo me sentaba a soñar, a leer. Tengo recuerdos muy gratos, y era un grupo precioso. A María Herminia Avellaneda le importaba mucho armar elencos de buenos acores y de buenas personas. Fue duro porque eran muchas horas de trabajo. No había permisos, era como una conscripción. Fue un año hermoso, de mucho aprendizaje. Se trabajaba en serio y no podías saberte la letra más o menos. Me marcó mucho esa novela, y así me gusta trabajar", asevera.
También Pablo Alarcón tiene gratos recuerdos: "Trabajábamos doce horas por día, de lunes a sábados. Era absolutamente desgastante. No sabíamos qué estábamos haciendo porque no había una medición de rating minuto a minuto. Tampoco sabíamos si iba bien o mal porque, además, no veíamos a nadie: entrabamos a las 8 de la mañana y salíamos a las 10 de la noche para ir a nuestras casas y estudiar los libros para el día siguiente. Pero nos gustaba el resultado", remarca. "Mi esposa en ese momento era Mónica Jouvet y estaba trabajando en Mar del Plata. Yo quería ir a verla y María Herminia me dio un sábado libre. Hacia dos o tres semanas que la novela ya estaba al aire y no me dejaban caminar por la calle. No podía salir, no podía comer en un restaurante porque la gente me paraba, me pedía autógrafos, me hablaba de la novela. Volví con esta noticia que fue una alegría para todos", rememora el actor.
Cristina Tejedor, que interpretaba a la hermana de Roberto, aporta sus recuerdos, para reconstruir ese momento. "No podíamos salir por la puerta principal porque había mucha gente, nos querían saludar, tocar, mirar en vivo y en directo. Salíamos escondidos por el estacionamiento, que era a la vuelta. Pero un día mi mamá vino a buscarme con el auto, y le dije: ‘Vas a ver un milagro que tal vez no vuelvas a vivir nunca, ni yo tampoco’. Ese día salí por la puerta principal y hasta sentí miedo, porque querían agarrarme, abrazarme, quedarse con un pedazo de mi pelo. Había seguridad que me ayudó a llegar al auto. Fue impresionante. Y de pronto la vi a mi mamá con la ventanilla baja, firmando autógrafos por ser mi mamá. Era muy loco", cuenta.
En 2021, una entrevista de PH, podemos hablar con el conductor Andy Kusnetzoff, la actriz Leonor Benedetto comentó una mala experiencia mientras rodaba la telenovela, agregó: “La fama te pone en una prueba moral prácticamente, es una trampa. Decía ‘no quiero esto, quiero otra cosa’. Yo viví un año con guardaespaldas”. Siguiendo la misma línea disparó : “Es lo peor que he pasado en mi vida porque no quería que investigaran quién entra o sale de mi casa,tuve que tenerlo porque los chicos se me tiraban encima. Tenía casi 40 años o un poco menos”, detalló de esa época en donde tras su fama, no podía caminar sola por las calles.

## Legado
El éxito de "Rosa de lejos" generó que se graben cinco versiones para televisión y dos películas, una de ellas con elenco original. Además, fue repuesta por el Canal Volver.
A pesar del paso del tiempo, la telenovela sigue siendo un hito de la televisión argentina a partir de tener una gran historia, un elenco estelar y contar con cada uno de los ingredientes propios de las telenovelas, con el agregado del personaje femenino y su empoderamiento a lo largo de la historia.
En Bolivia, es recordada negativamente, debido a su emisión en Televisión Boliviana, mientras se suscitaba el toque de queda durante el gobierno dictatorial de Luis García Meza.

## Banda sonora
La música instrumental de apertura es "Carillon", interpretada por el grupo de rock Sky. En varias escenas de la telenovela (especialmente cuando aparece el personaje de "Angelica"), se utiliza la melodía "Alpha", interpretada por Vangelis.
- https://www.youtube.com/watch?v=Ei4TgDfAiXc

## Adaptaciónes

### Televisión
- Telenovela Simplemente María (Argentina, 1967) con Irma Roy, Alberto Argibay y Rodolfo Salerno.
- Telenovela Simplemente María (Perú, 1969, Panamericana TV) con Saby Kamalich, Ricardo Blume y Braulio Castillo.
- Telenovela Simplemente María (Brasil, 1970, TV Tupi) con Yoná Magalhães, Ênio Gonçalves y Carlos Alberto.
- Telenovela Simplemente María (Venezuela, 1971, Cadena Venezolana de Televisión, hoy Venezolana de Televisión) con Carmen Julia Álvarez, Eduardo Serrano y José Luis Rodríguez.
- Telenovela Simplemente María (México, 1989, Televisa) con Victoria Ruffo, Manuel Saval y Jaime Garza.
- Telenovela Simplemente María (Televisa 2015, México) con Claudia Álvarez, José Ron y Ferdinando Valencia.

### Cine
- Película Simplemente María (Argentina, 1972) con  Saby Kamalich, Rodolfo Salerno y Braulio Castillo
- Película Rosa de lejos (Argentina, 1980) con  Leonor Benedetto, Juan Carlos Dual y Pablo Alarcón